# Cung điện Vua Kothi
Cung điện Vua Kothi (tiếng Hindi: किंग कोठी पैलेस; tiếng Marathi: किंग कोठी पॅलेस; tiếng Telugu: కింగ్ కోఠి ప్యాలెస్) hay Cung điện Nazri Bagh là cung điện hoàng gia ở Hyderabad, Telangana, Ấn Độ ngày nay. Nó là được vị Nizam thứ VII là Mir Osman Ali Khan, làm nơi cư trú, trong khi đó các vị Nizam khác lại cư trú tại Cung điện Chowmahalla rộng lớn và nguy nga hơn. Cung điện được mua bởi cha của Nizam VII là Mahboob Ali Khan, người có sở thích mua những ngôi nhà có kiến trúc đặc biệt.

## Lịch sử

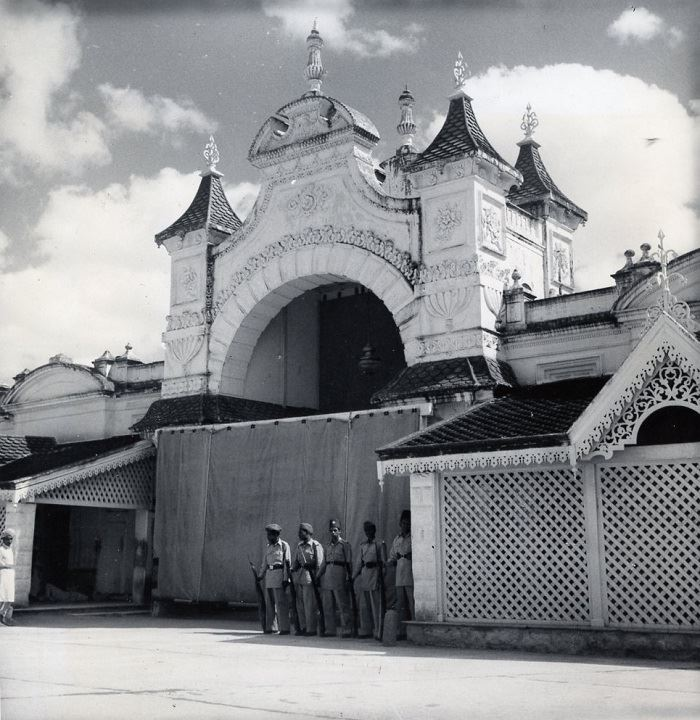
Những người lính từ quân đội của Nizam canh giữ cổng Purdah của cung điện Vua Kothi